# Actocetor anormalipennis
Actocetor anormalipennis är en tvåvingeart som beskrevs av Seguy 1933. Actocetor anormalipennis ingår i släktet Actocetor och familjen vattenflugor.
Artens utbredningsområde är Moçambique. Inga underarter finns listade i Catalogue of Life.